# Lannédern
Lannédern (bretonisch Lannedern) ist eine französische Gemeinde im Département Finistère mit 321 Einwohnern (Stand 1. Januar 2022). Sie gehört zum Arrondissement Châteaulin und zum Kanton Briec.

## Lage
Die Gemeinde Lannédern liegt im Westen der Bretagne am Rande des Regionalen Naturparks Armorique, 49 Kilometer ostsüdöstlich von Brest.
Bei Le Faou und Châteaulin befinden sich die nächsten Abfahrten an der Schnellstraße E 60 (Brest–Nantes) und bei Landivisiau und Morlaix an der E 50 (Brest–Rennes). In den vorgenannten Orten gibt es auch die nächsten Regionalbahnhöfe an den überwiegend parallel verlaufenden Bahnlinien. 

## Bevölkerungsentwicklung
| Jahr                       | 1962 | 1968 | 1975 | 1982 | 1990 | 1999 | 2006 | 2020 |
| Einwohner                  | 531  | 477  | 409  | 361  | 309  | 272  | 295  | 311  |
| Quellen: Cassini und INSEE |      |      |      |      |      |      |      |      |

## Sehenswürdigkeiten
- Umfriedeter Pfarrbezirk mit der
  - Kirche St-Edern, der
  - Kapelle Coat ar Roc'h und der
  - Kapelle Sainte-Anne (Ossuarium)

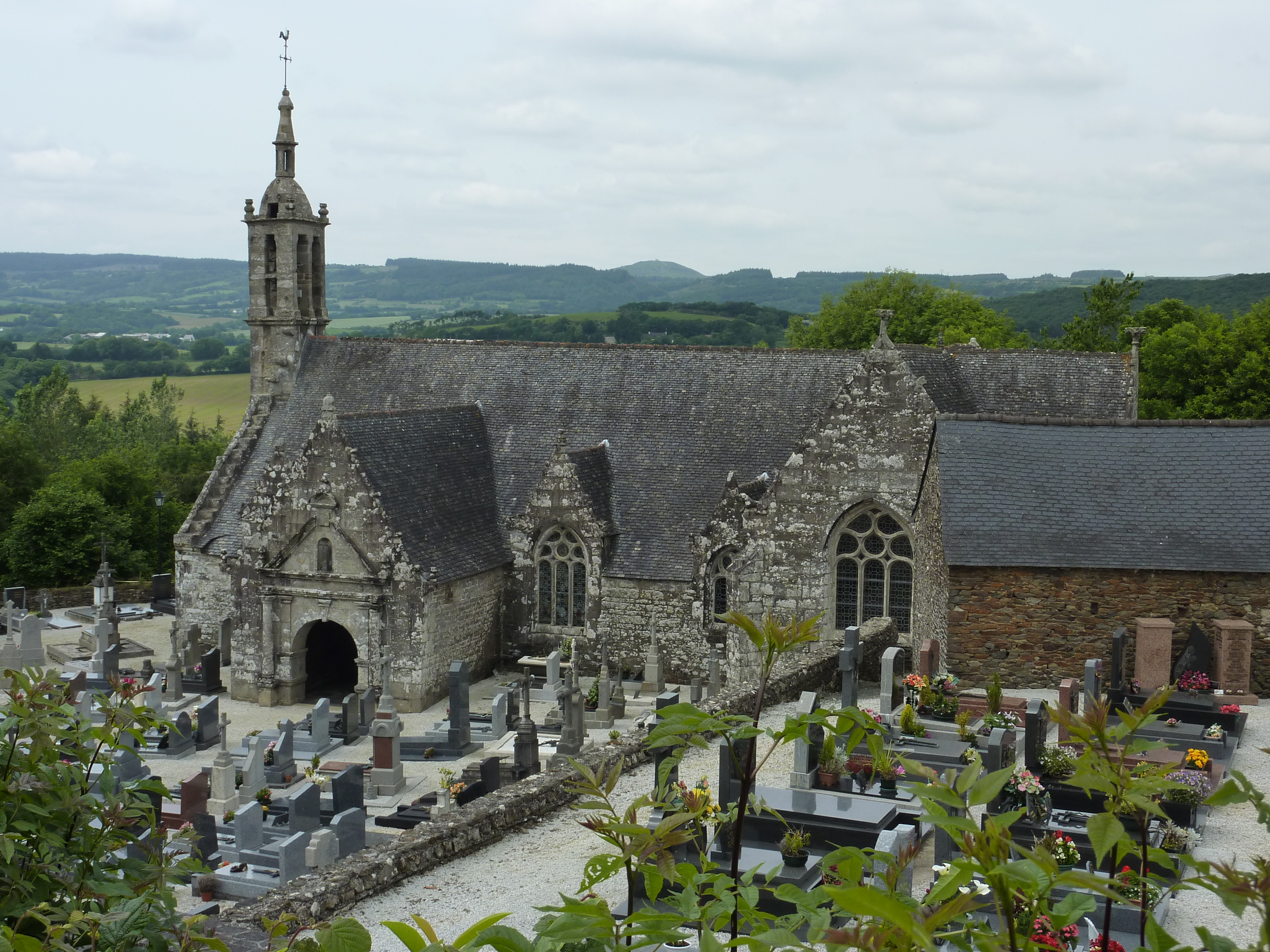
Kirche Saint-Edern
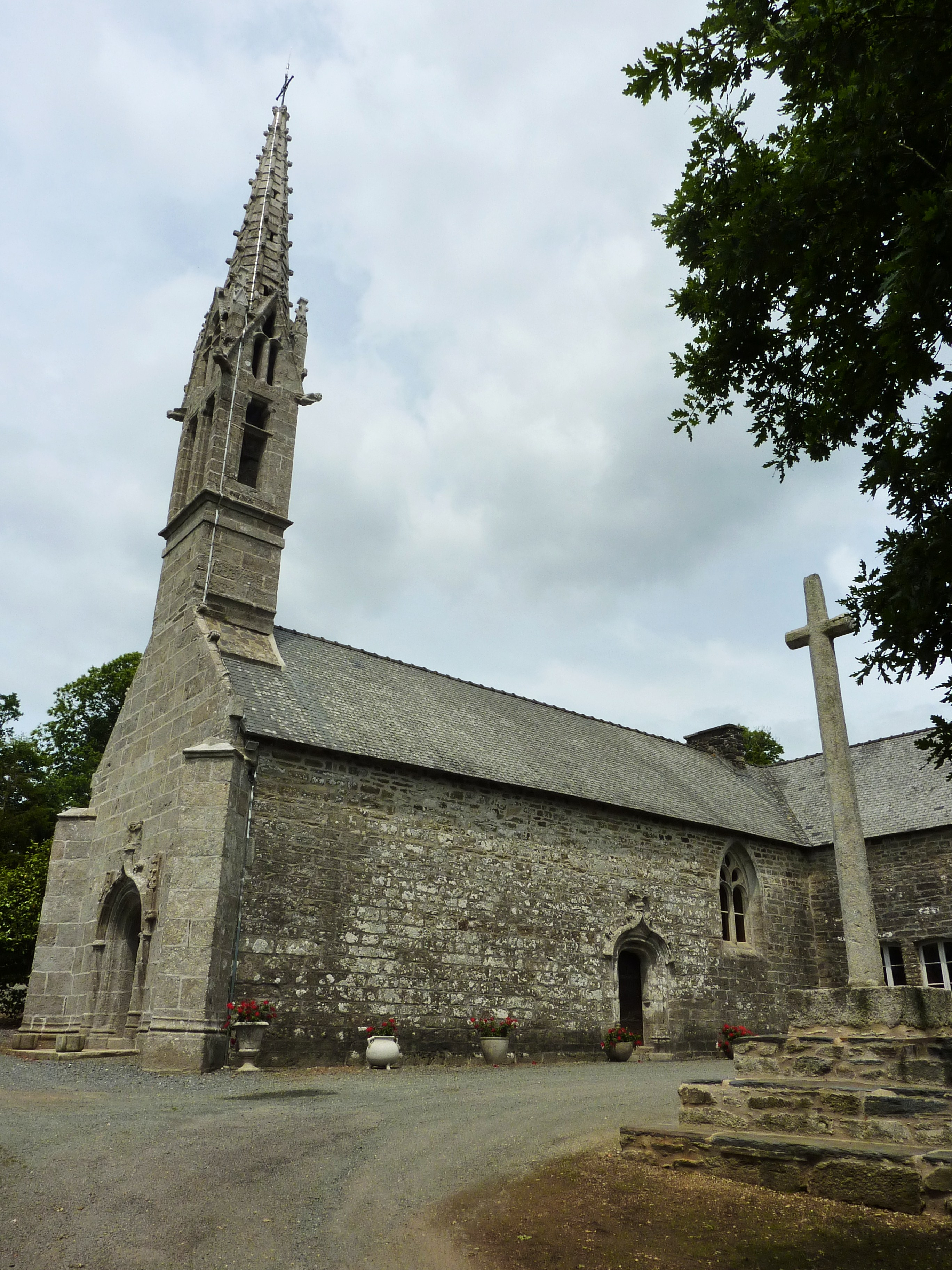
Kapelle Coat ar Roc'h
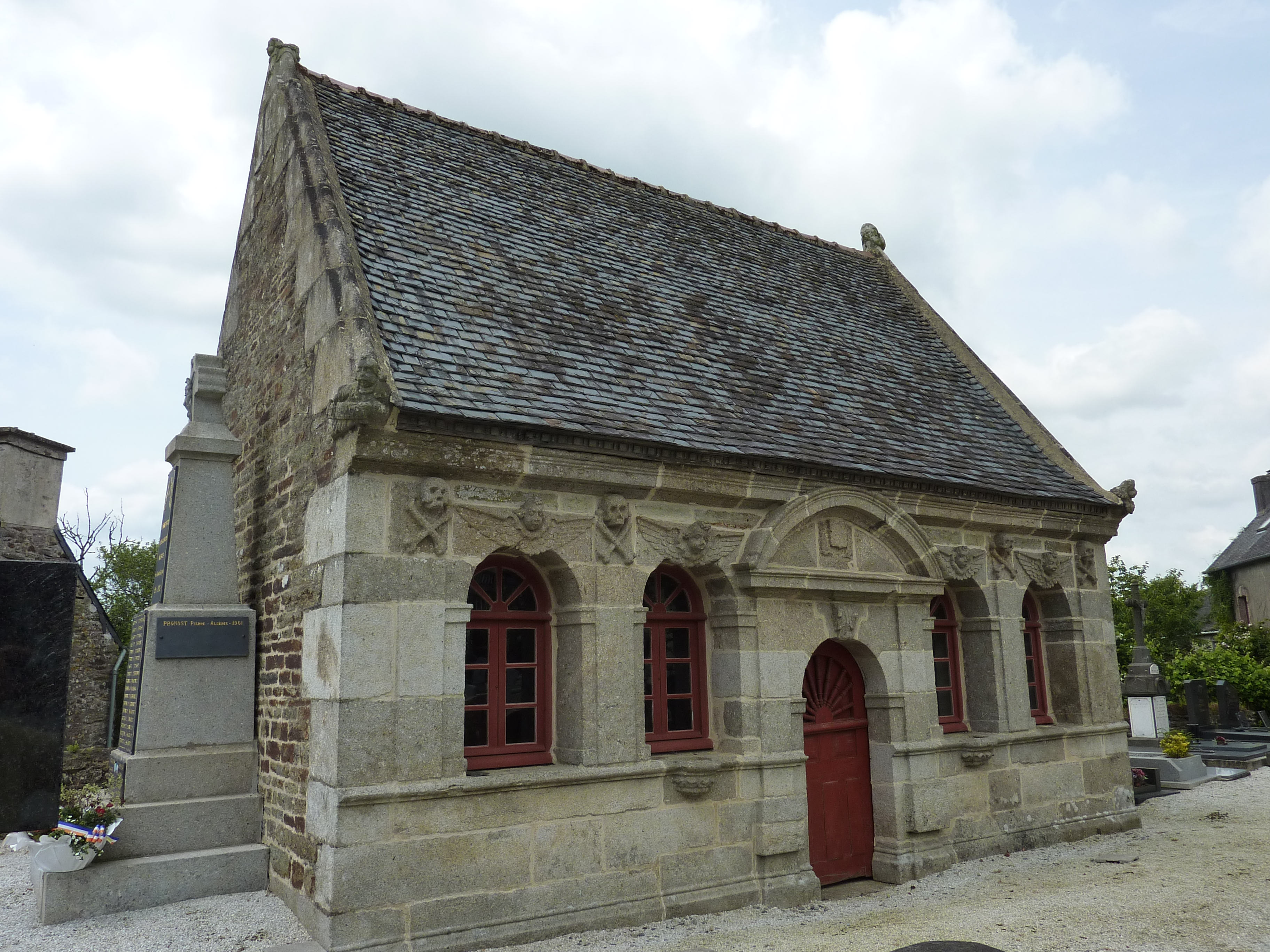
Kapelle Sainte-Anne